# Rómaifürdő
Rómaifürdő ([ˈɾoːmɒifyɾdøː]) est un quartier de Budapest, situé dans le 3e arrondissement. 